# 308年
| 千纪： | 1千纪                                                                                           |
| 世纪： | 3世纪 \| 4世纪 \| 5世纪                                                                         |
| 年代： | 270年代 \| 280年代 \| 290年代 \| 300年代 \| 310年代 \| 320年代 \| 330年代                       |
| 年份： | 303年 \| 304年 \| 305年 \| 306年 \| 307年 \| 308年 \| 309年 \| 310年 \| 311年 \| 312年 \| 313年 |
| 纪年： | 戊辰年（龙年）；西晋永嘉二年；成汉晏平三年；前赵元熙五年，永凤元年                              |

## 大事记
- 八姓入闽
- 劉淵攻破司州河東郡的蒲阪和平陽郡的平陽城，更遷都蒲子。
- 五月，東萊郡大族王彌兵臨洛陽，後來司徒王衍將他擊敗，王彌也投奔劉淵。
- 劉淵部將石勒領兵東侵攻陷鄴城。
- 十月，匈奴大單于劉淵稱帝，遷都平陽（今山西臨汾），建立汉赵政权，改年號為永鳳。
- 羅馬帝國西部奧古斯都馬克西米安向自己兒子馬克森提烏斯奪權未果，後來被迫放棄西部奧古斯都的名號，同時東部奧古斯都伽列里烏斯提拔李錫尼為西部的奧古斯都，與馬克森提烏斯重號。

## 逝世
- 1月11日—汲桑，中國西晉北方農民起義領袖。